# Palifer gamundiae
Palifer gamundiae är en svampart som först beskrevs av Gresl. & Rajchenb., och fick sitt nu gällande namn av Hjortstam & Ryvarden 2007. Palifer gamundiae ingår i släktet Palifer och familjen Schizoporaceae.   Inga underarter finns listade i Catalogue of Life.